# Словацький національний музей
Словацький національний музей (словац. Slovenské národné múzeum) — установа, що займається науковими дослідженнями та культурною освітою в галузі музеєзнавства у Словаччині. Його початки «пов'язані з прагненням словацької нації до національної емансипації та самовизначення».
Штаб-квартира знаходиться в Братиславі. Словацький національний музей — це 18 спеціалізованих музеїв, більшість з яких розташовані за межами столиці.

## Історія
Словацький національний музей був створений в 1961 році на базі музеїв Матіки Словенської і Національного дому в Мартіні, яким опікувалося Словацьке товариство музеєзнавства. Перша постійна експозиція була відкрита в Мартіні в 1908 році. У музеї функціонують археологічні, етнографічні, історичні, нумізматичні, мистецтвознавчі, мистецькі та природничо-наукові колекції. Словацький національний географічний та історичний музей був створений у Братиславі у 1924 році. Того ж року в Братиславі було створено сільськогосподарський музей, відділ Чехословацького сільськогосподарського музею в Празі. 1940 року Словацький національний географічний та історичний музей та Музей сільського господарства були об'єднані у Словацький музей. 1961 року Словацький музей та Словацький національний музей у Мартіні були об'єднані у Словацький національний музей, який базувався у Братиславі.
11 березня 2012 року замок Красна Горка (частина Словацького національного музею) був пошкоджений пожежею. Її причиною стало паління цигарок двома дітлахами. Вогонь знищив дах, але більшість історичних колекцій залишилися неушкодженими. Очікується, що замок знову відкриється у 2018 році.[джерело?]

## Музей сьогодні

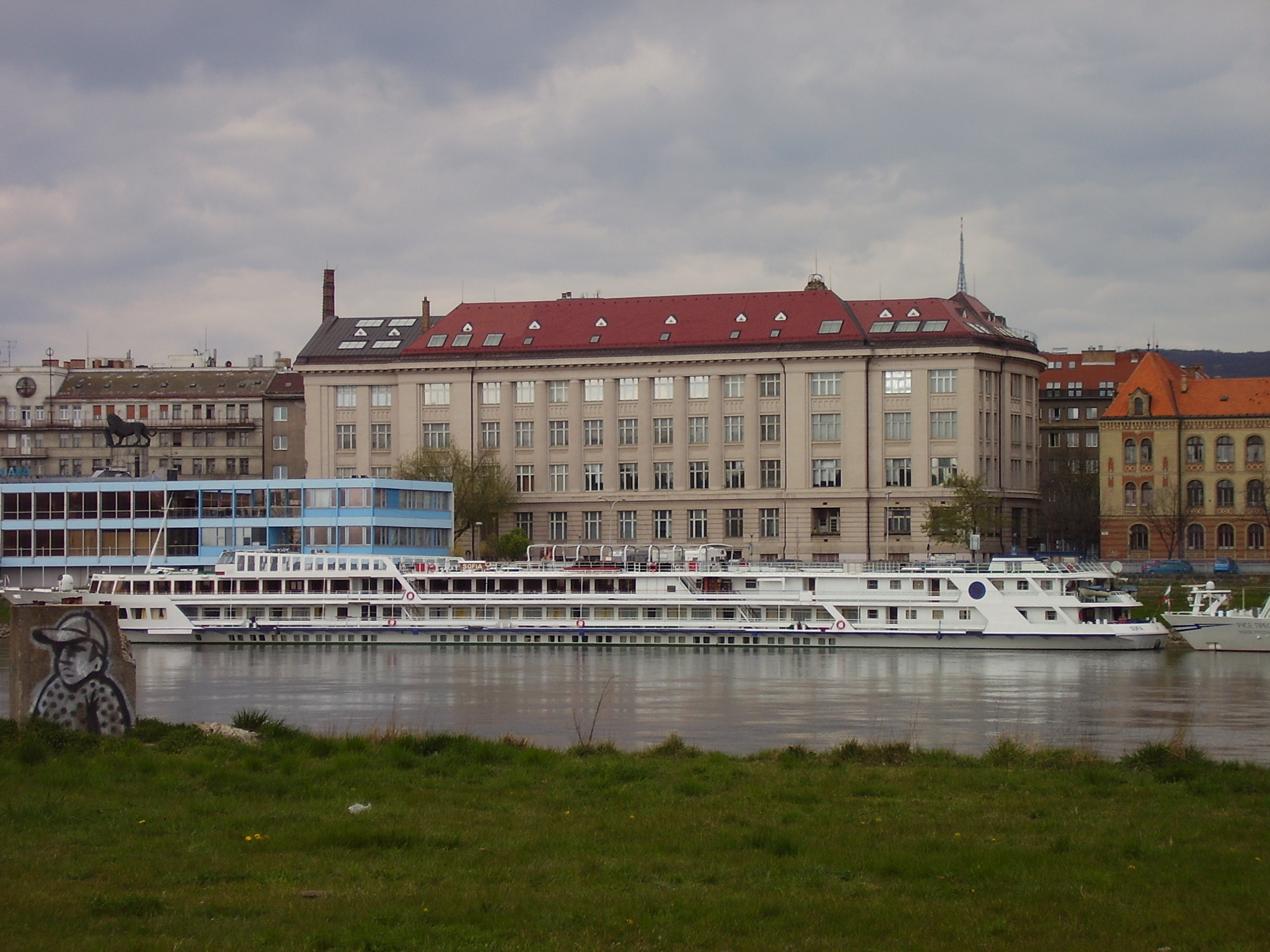
Словацький національний музей у Братиславі, з правого берега Дунаю

Словацький національний музей — це найважливіший науково-дослідний та культурно-освітній заклад із найбільшими та найкращими колекціями в країні. Музей також присвячений науково-дослідним завданням та видавничій діяльності. Щобільше, музей є «координаційним, методологічним, професійно-консультативним, статистичним, освітнім та інформаційним центром для всієї галузі музеєзнавства в Словацькій Республіці».

### Будівництво
Штаб-квартира Словацького національного музею розташована на вулиці Ваянске набрежі (вулиця біля річки у Старому місті Братислави), разом з Музеєм природознавства. Будівництво будівлі за проєктом архітектора М. М. Гармінека, розпочали в липні 1925 р. і завершили 1928 р. Музей відкрився 4 травня 1930 року.

## Спеціалізовані музеї та відділи
| Ім'я                                    | Словацька назва                       | Місцезнаходження                                         |
| --------------------------------------- | ------------------------------------- | -------------------------------------------------------- |
| Музей природознавства                   | Prírodovedné múzeum                   | Братислава                                               |
| Археологічний музей                     | Archeologické múzeum                  | Братислава                                               |
| Музей історії                           | Historické múzeum                     | Братиславський замок                                     |
| Музичний музей                          | Hudobné múzeum                        | Братиславський замок                                     |
| Етнографічний музей                     | Etnografické múzeum                   | Мартін                                                   |
| Музей Андрія Кмея                       | Múzeum Andreja Kmeťa                  | Мартін                                                   |
| Музей словацького села                  | Múzeum slovenskej dediny              | Мартін                                                   |
| Музей Мартіна Бенки                     | Múzeum Martina Benku                  | Мартін                                                   |
| Музей чеської культури в Словаччині     | Múzeum kultúry Čechov na Slovensku    | Мартін                                                   |
| Музей культури ромів у Словаччині       | Múzeum kultúry Rómov na Slovensku     | Мартін                                                   |
| Музей Кароля Плічки                     | Múzeum Karola Plicku                  | Блатниця (підрозділ музеїв Мартіна)                      |
| Музей словацьких національних рад       | Múzeum Slovenských národných rád      | Миява                                                    |
| Музей Червені Кам'я                     | Múzeum Červený Kameň                  | Замок Червени Кам'я                                      |
| Музей Бетліяра                          | Múzeum Betliar                        | Бетліар                                                  |
| Музей Бойніце                           | Múzeum Bojnice                        | Бойницький замок                                         |
| Музей Спіша в Левочі                    | Spišské múzeum v Levoči               | Левоча                                                   |
| Музей лялькової культури та іграшок     | Múzeum bábkarských kultúr a hračiek   | Замок Модри Кам'я                                        |
| Музей єврейської культури               | Múzeum židovskej kultúry              | Братислава, також виставлена у Трнаві, Жиліні та Пряшеві |
| Музей угорської культури в Словаччині   | Múzeum kultúry Maďarov na Slovensku   | Братислава                                               |
| Музей німецької культури Карпат         | Múzeum kultúry karpatských Nemcov     | Братислава                                               |
| Музей українсько — руської культури     | Múzeum ukrajinskej kultúry            | Свидник                                                  |
| Музей Людовита Штура                    | Múzeum Ľudovíta Štúra                 | Модра                                                    |
| Музей хорватської культури в Словаччині | Múzeum kultúry Chorvátov na Slovensku | Братислава — Девінська Нова Вес                          |